# Alex Bogomolov Jr.
Alex Bogomolov Jr. (Moscou, 23 de abril de 1983) é um ex-tenista profissional dos Estados Unidos, nascido na Rússia.
Em 2005 foi suspenso por dezessete meses por seu exame anti-doping, realizado no Aberto da Austrália constatar a presença de salbutamol. Bogomolov admitiu seu uso para tratamento de asma. O tribunal concluiu que o uso da substância não tinha intenção de aumentar a performance mas que o jogador é responsável em garantir uma autorização de utilização terapêutica do salbutamol.
Em 2011, ganhou seu primeiro título de ATP em duplas, em Atlanta. Em simples, fez várias boas campanhas, entrando no top40 mundial. Encerrou o ano de 2011 como o número 34 do mundo.
Bogomolov aposentou-se no final de 2014. Seu último jogo foi uma derrota em 2 sets a 0 (6-3, 6-2) para Tatsuma Ito na segunda rodada das eliminatórias do Aberto dos Estados Unidos de 2014.